# Chapelle Sainte-Ermelinde de Meldert
La chapelle Sainte-Ermelinde (Sint-Ermelindiskapel en néerlandais) est une chapelle de style  gothique et baroque située à Meldert, village de la commune belge de Hoegaarden dans la province du Brabant flamand.
Elle ne doit pas être confondue avec l'église Sainte-Ermelinde de Meldert, située à quelques mètres et dédiée comme elle à sainte Ermelinde.

## Historique
La chapelle Sainte-Ermelinde de Meldert est mentionnée pour la première fois au XIIIe siècle.
L'édifice actuel date de 1629,. La lucarne de style baroque qui orne le côté sud est ajoutée en 1691,.
À l'intérieur, le cénotaphe de sainte Ermelinde (Ermelinde de Meldert) est édifié en 1648-1649 et l'autel en 1650,.
Martin van Goidtsenhoven (1638 Hoegaarden - 1661 Hoegaarden), inscrit à la Pédagogie du Porc en 1657, étudiant en théologie à l'Université de Louvain en 1660, fut pourvu de la chapellenie perpétuelle.

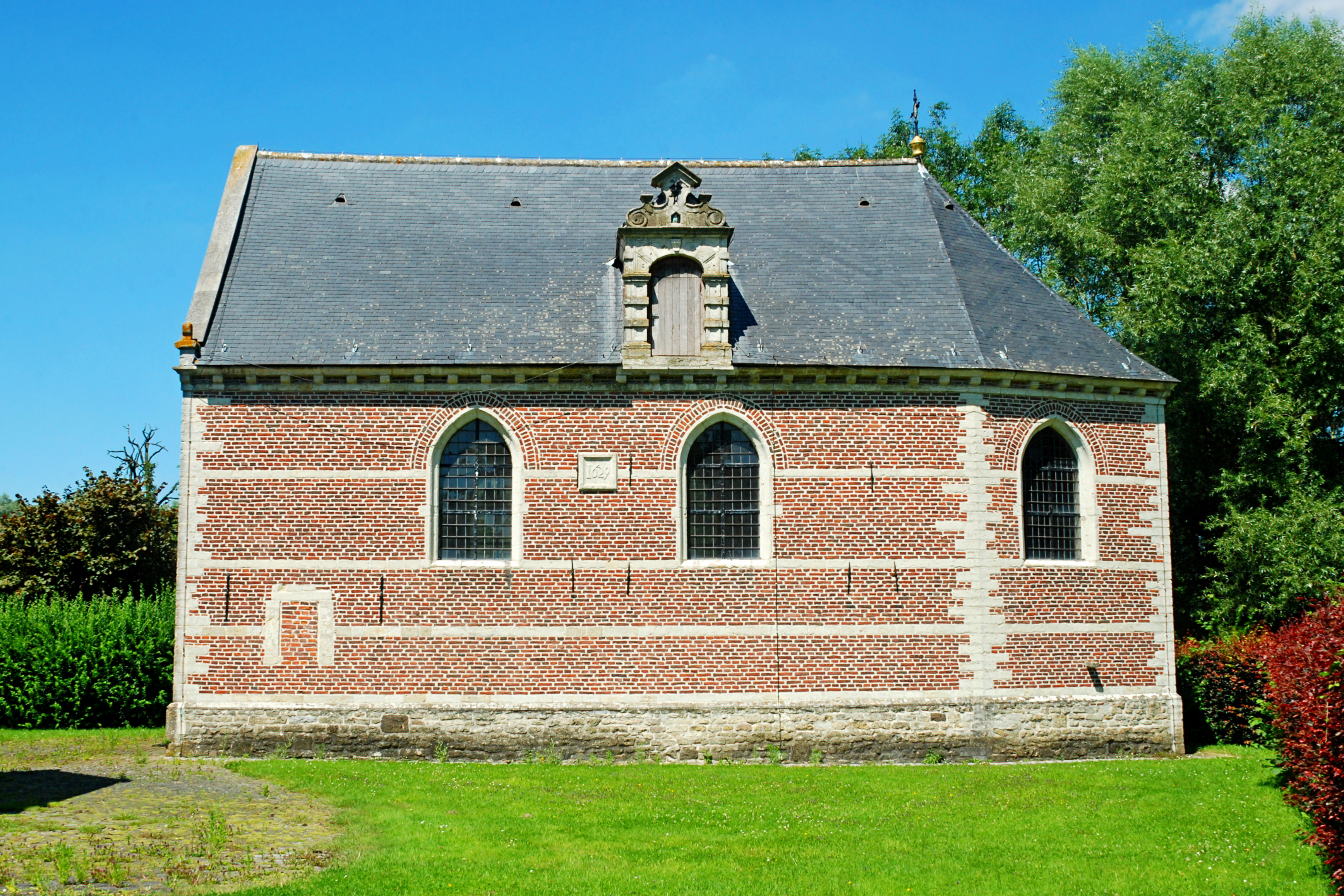
Vue latérale.

## Classement
La chapelle est classée monument historique depuis le 18 février 1949.
Par ailleurs, la chapelle, l'église voisine et le centre du village sont classés comme site depuis le 15 avril 1981.

## Architecture

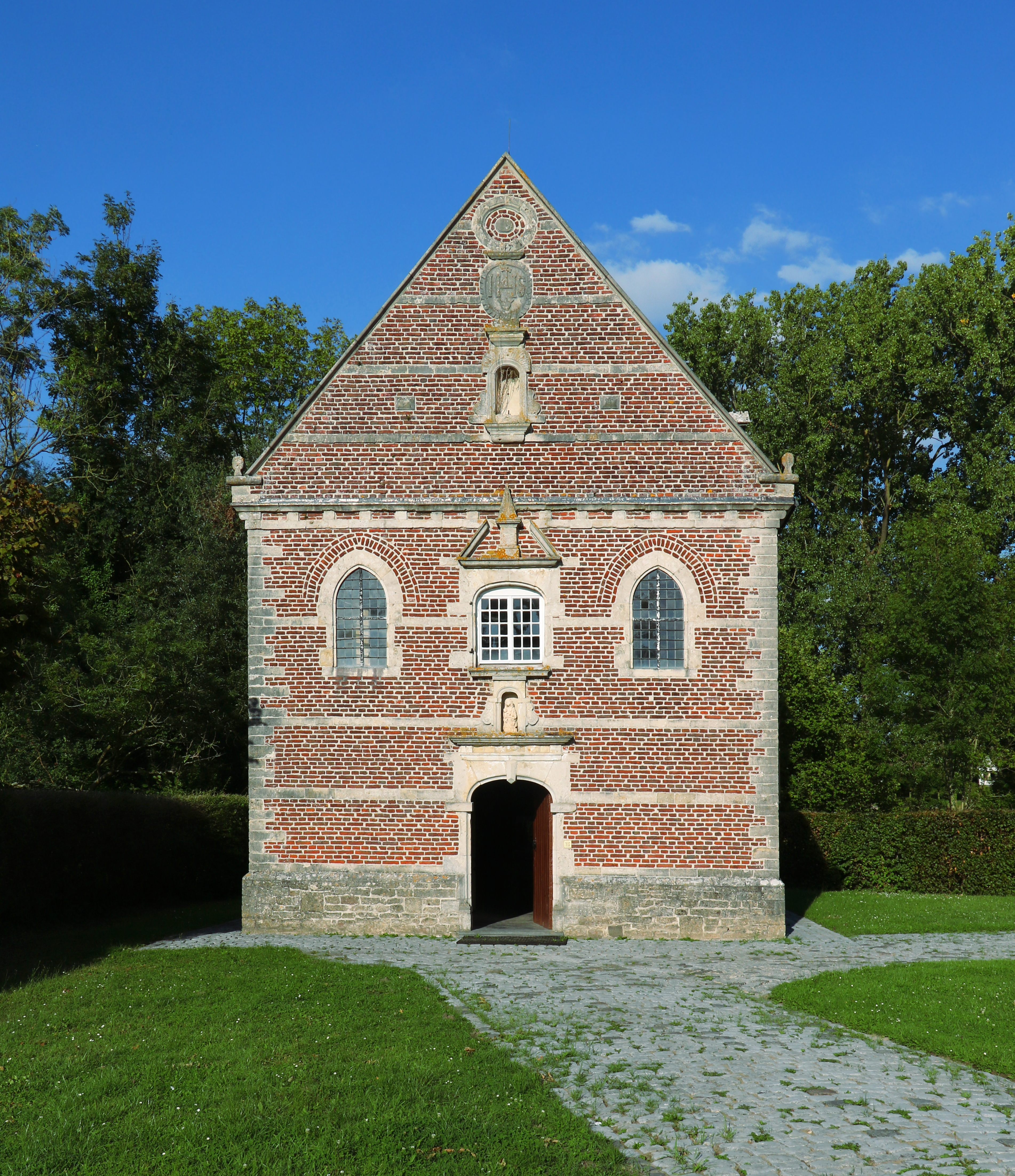
Façade occidentale.
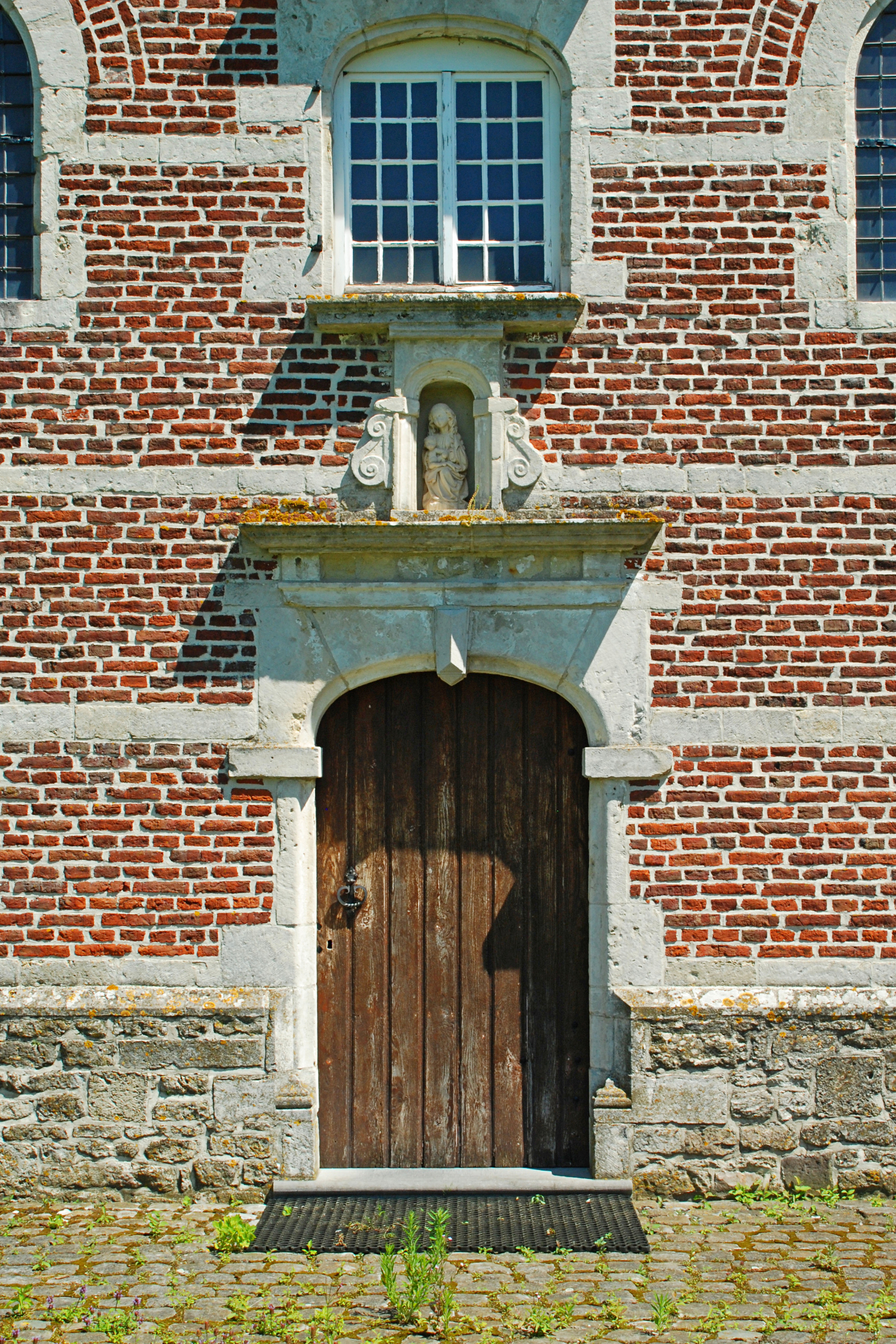
Portail.
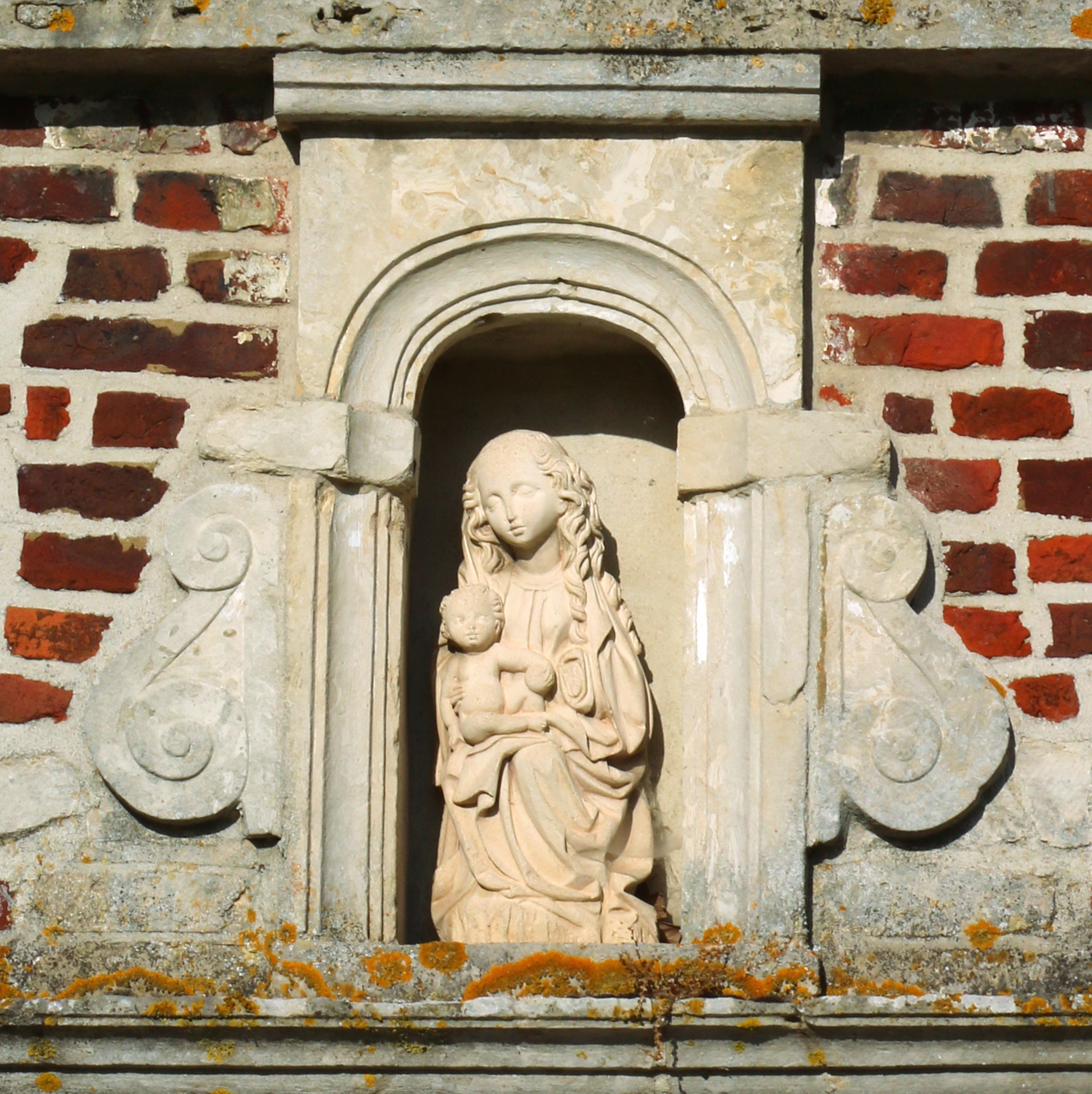
Vierge à l'Enfant au-dessus du portail.
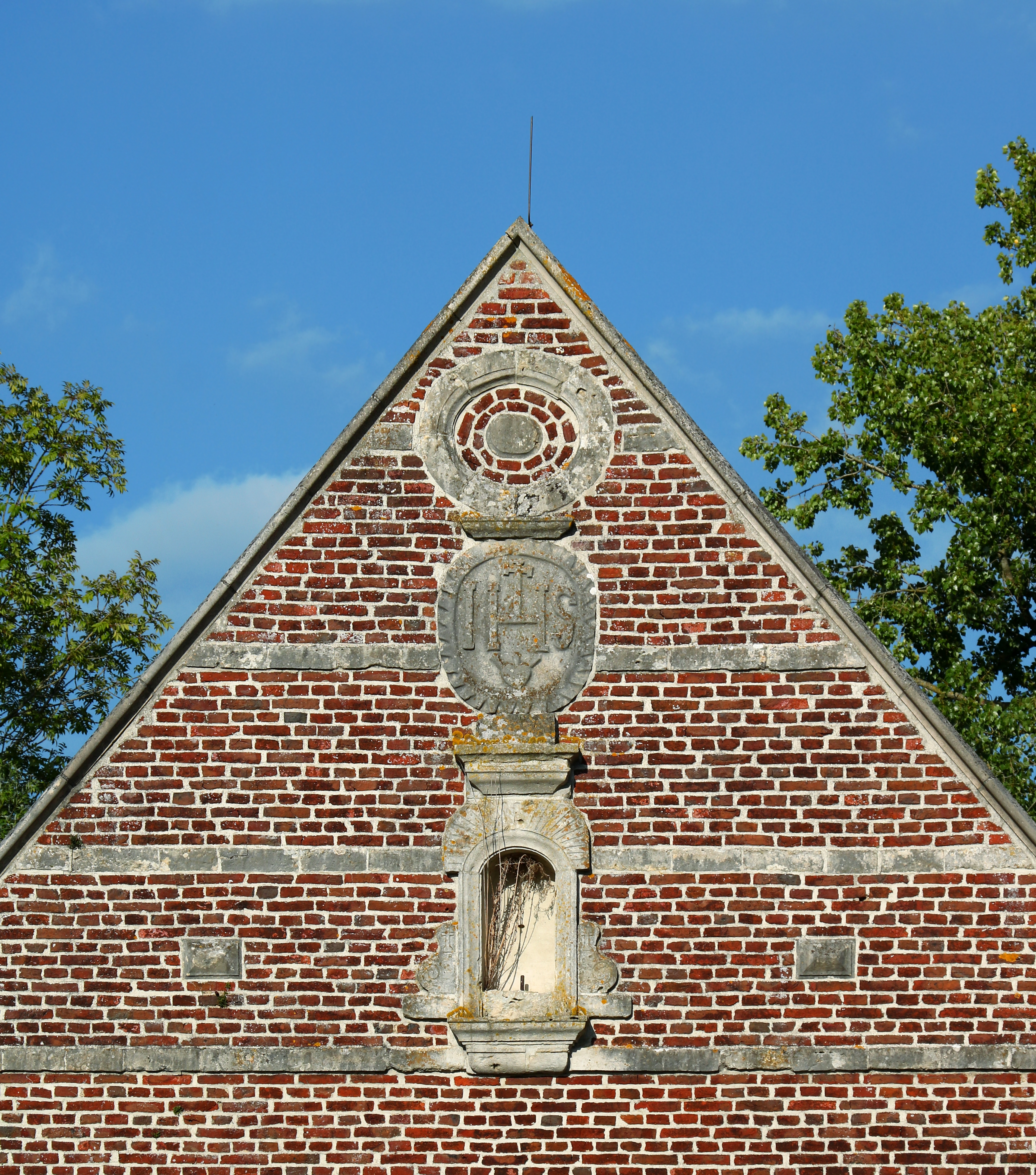
Pignon.
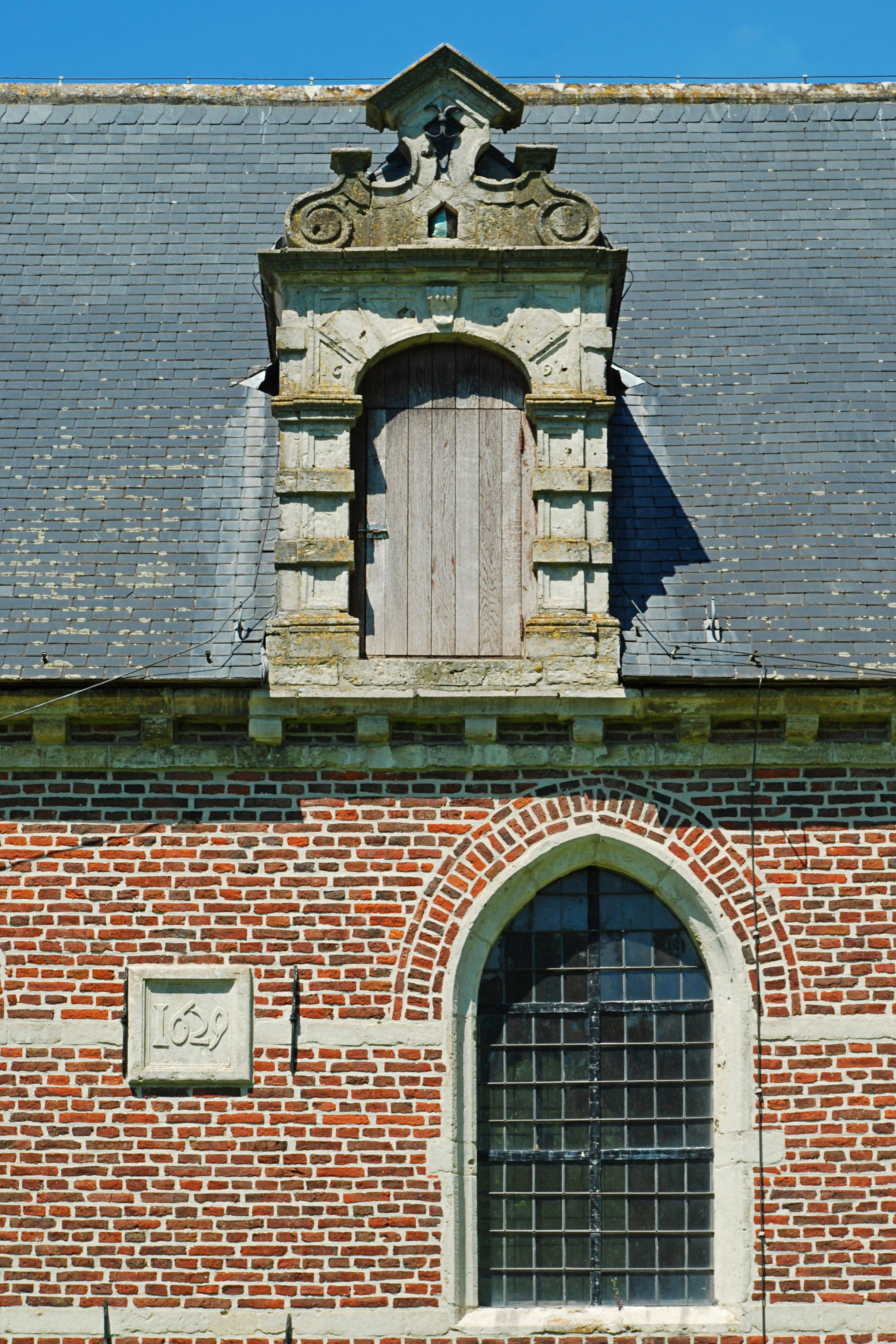
Lucarne baroque.